# Barraca del camí del Corral del Fortuny IV
La Barraca del camí del Corral del Fortuny IV és una obra del Pla de Santa Maria (Alt Camp) inclosa a l'Inventari del Patrimoni Arquitectònic de Catalunya.

## Descripció
És una barraca de planta rectangular associada al marge per la seva dreta. Presenta orientació est. A la seva esquerra hi ha un paravents, que amb la prolongació del marge a la dreta, formen un recer al davant del portal. A la paret del marge hi ha una menjadora i una fornícula. La seva cornisa és horitzontal i la coberta de pedruscall.
L'estança interior és rectangular i mesura 3'50m de fondària i 2'14m d'amplada. Està coberta amb aproximació de filades i tanca amb una sèrie de lloses col·locades en angle (navicular), l'alçada màxima és de 2'90m.
Com a elements funcionals hi ha una menjadora, una fornícula, dos cocons i una combinació de fornícula amb cocó.